# Verband öffentlicher Verkehrsbetriebe
De Verband öffentlicher Verkehrsbetriebe (VÖV) is een Duitse organisatie voor de samenwerking van Duitse openbaarvervoerbedrijven. In de jaren 1950 kwam daar de standaardisering van trams en in de jaren 1960 de standaardisering van autobussen voor het Duitse openbaar vervoer bij. 
De VÖV werd 25 oktober 1949 in Stuttgart opgericht en werd in 1990 opgevolgd door de VDV.

## Geschiedenis

### Voorgangers
De geschiedenis van de vereniging begon tijdens de industrialisatie. In 1846 werd de Verband der Preußischen Eisenbahnen opgericht en in 1895 werd in München de Verein Deutscher Straßen- und Kleinbahnverwaltungen opgericht en gingen in het begin van de 20e eeuw samenwerken. Beide bedrijven hadden de taak om de aangesloten openbaarvervoerbedrijven te laten samenwerken, ervaring te delen en hun vertegenwoordiging in de politieke arena te bevorderen. In 1928 gingen beide verenigingen fuseren onder de naam Verband Deutscher Verkehrsverwaltungen en tot 1945 had de nieuwe vereniging haar zetel in Berlijn. In 1934 kwam de vereniging door de invloed van de nazi's onder de Reichsverkehrsgruppen, die onder Rijksministerie van Verkeer viel. Daarmee verviel een groot deel van hun invloed.

### Na de Tweede Wereldoorlog
Na de ineenstorting van het Duitse Rijk en de bezetting van Duitsland door de Geallieerden werd op 8 november 1946 de Verein der Straßenbahnen und sonstigen öffentlichen Personenverkehrsunternehmen in der Britischen Besatzungszone (VSB) opgericht in de Britse bezettingszone in Duitsland, waar bedrijven met tram-, trolleybus-, stads- en streekbus- en touringcarvervoer in zitten. De zetel was toen in Essen. In 1946 werd in de Amerikaanse sector ook de Vereinigung der Straßenbahnen in der Amerikanischen Besetzten Zone (VSA) opgericht. In 1947 zette beide verenigingen hun werk voort in de Arbeitsgemeinschaft der Vereinigungen öffentlicher Verkehrsbetriebe (AVV). In deze context begon voor de gespecialiseerde commissies opnieuw hun werk. De AVV bereikte de opname van vervoersondernemingen in de urgentie niveau 1 naar de broodnodige materiaal inkoop tijdens de vroege naoorlogse periode te verbeteren. Een initiatief van de AVV was een bouwplan waaruit bleek dat 1,25 miljoen mark nodig zou zijn om de vervoersinfrastructuur in de transportbedrijven terug te brengen op het niveau van 1938.
Na de oprichting van de Bondsrepubliek Duitsland op 23 mei 1949 bracht een nieuwe, meer betrouwbare situatie. Aldus werd op 26 oktober 1949 de Verband öffentlicher Verkehrsbetriebe opgericht. Eerst bleef het kantoor in Essen, maar in 1959 verhuisde het kantoor naar Keulen, waar ze bleven tot de oprichting van de opvolger (VDV).
De structuur van de nieuwe associatie was gelijk aan die van de tot 1934 bestaande Verbandes Deutscher Verkehrsverwaltungen, omdat de structuur binnen de leden zich toen al bewezen had. De nieuwe vereniging had de band in zichzelf gevonden en vierde daarom in 1955 hun 60-jarig jubileum.
De vier Saarlandse vervoersbedrijven (Neunkircher Straßenbahn AG, GSS, Straßenbahn Saarlouis en Stadtwerke Völklinge), die een eigen vereniging haddem (Verband öffentlicher Nahverkehrsbetriebe des Saarlandes) traden alsnog toe bij de VÖV, nog voordat Saarland onderdeel werd van de Bondsrepubliek Duitsland.
In 1959 verhuisde het kantoor van Essen naar Keulen. Op 15 maart 1990 kwam er ook een Verband öffentlicher Verkehrsbetriebe in het voormalige Oost-Duitsland. Op 6 november 1990 kwam er een fusie tussen VÖV, Bundesverband Deutscher Eisenbahnen, Kraftverkehre und Seilbahnen (BDE), VÖV-DDR. De verenigingen gingen verder onder de naam Verband Deutscher Verkehrsunternehmen (VDV).

## Standaardisatie bij tramwagons
Na de Tweede Wereldoorlog was veel trammaterieel in Duitsland zwaar beschadigd. Om aan de vraag te voldoen bij trambedrijven, werden talrijke tramwagons bij Düsseldorfer Waggonfabrik (DUEWAG) voorzien van nieuwe chassis. Deze chassis diende als standaard om snel en op grote schaal trammaterieel te kunnen produceren. In totaal werden er met de standaard chassis 355 motorwagons en 248 aanhangwagons gebouwd. Vervolgens werden er verschillende twee- en drieassige als nieuw gebouwd. Dat wil zeggen voorzien van de nieuwe chassis. Volgens de ontwerpen van Fachverbandes Waggonbau, Arbeitsgemeinschaft Straßenbahnwagen (later VÖV) werden er ook vierassers gebouwd van 1951 tot 1958. In totaal werden er 206 vierassige motorwagons en 358 vierassige aanhangwagons gebouwd.

## Standaardisatie bij autobussen
Vanaf de jaren 1960 wilde de VÖV ook een standaardisatie invoeren bij busbedrijven voor lijnbussen. Hieruit ontstond de Standard-Bus, die van 1968 door midden jaren 1980 door verschillende busfabrikanten werd geproduceerd. Vanaf begin jaren 1980 werd de bus opgevolgd door de Standard-Bus-II.